# 골프공

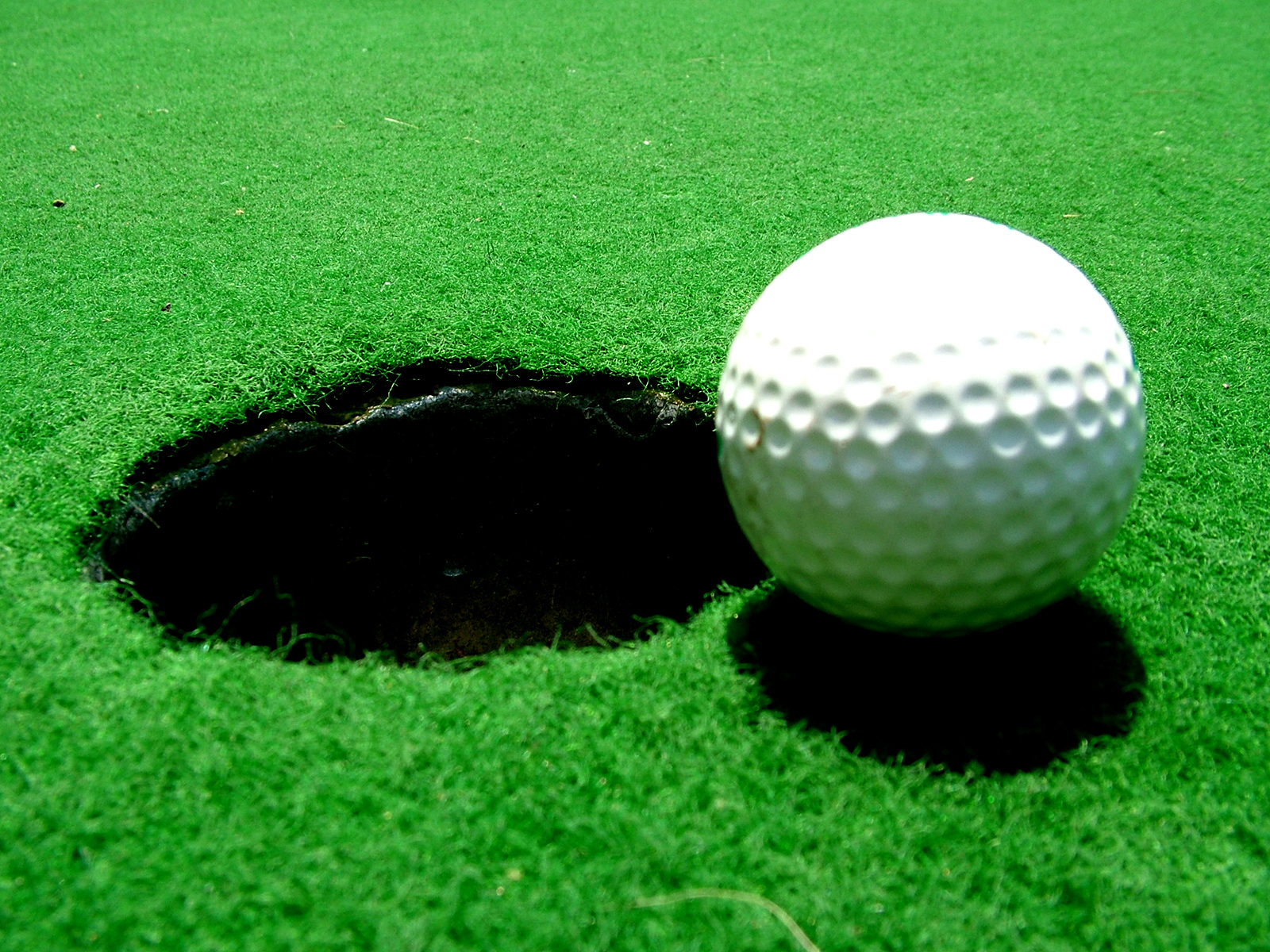
골프공

골프공은 골프 경기를 위해 무게는 45.93g으로 같으나(무거우면 더 많이 날아가므로) 큰 공의 지름은 4.27cm, 작은 공은 4.11cm이다. 공 표면에 곰보 자국이 패어 있는 딤플은 정확하게 멀리 날릴 수 있게 하기 위해서이다. 딱딱한 공을 실고무줄로 감고 합성수지로 싼 것과, 딱딱한 물체를 바로 합성수지로 싼 것이 사용된다.